# تیلبی
تیلبی (به انگلیسی: Tealby) یک روستا و محله مدنی در بریتانیا است که در West Lindsey واقع شده‌است. تیلبی ۵۹۳ نفر جمعیت دارد.